# علی حمودی
علی حمودی (زاده ۱ فروردین ۱۳۶۵ در اهواز) بازیکن سابق اهل فوتبال ایران است.
وی سال‌ها در تیم فوتبال استقلال اهواز بازی کرده، همچنین سابقه بازی در تیم‌های مس کرمان، فولاد خوزستان، استقلال تهران و سپاهان را نیز دارد.

## دوران حرفه‌ای
حمودی فوتبالش را از استقلال اهواز آغاز کرد. پس از حضور در تیم جوانان استقلال اهواز در سال ۱۳۸۴ به تیم بزرگ‌سالان این باشگاه رفت و ۳ فصل متوالی را در این تیم سپری کرد.
در این مدت ۷۰ بار به میدان رفت و موفق شد ۳ گل ثمر برساند. بعد از سال‌ها حضور در خوزستان، در لیگ هشتم به کرمان رفت و با مس قرارداد امضا کرد. او برای این تیم ۳۱ بازی انجام داد اما نتوانست گلی را به ثمر برساند.
مقصد بعدی او فولاد بود. وی پس از ۱ سال به زادگاهش بازگشت و با عقد قراردادی ۲ ساله به تیم فوتبال فولاد خوزستان پیوست. در ۶۵ دیدار برای تیمش به میدان رفت و ۲ بار نیز موفق به گلزنی شد. بازی‌های خوب او باعث شد تا در سال ۱۳۹۰ از باشگاه استقلال تهران پیشنهاد دریافت کند و به این تیم بپیوندد.
سطح ملی:
علی حمودی در سال ۱۳۸۶ و در سن ۲۱ سالگی به تیم ملی امید ملحق شد و در ۶ دیدار به میدان رفت اما موفق به گلزنی نشد.
وی در سال ۱۳۸۷ به تیم ملی بزرگ‌سالان دعوت شد و در مسابقات فوتبال غرب آسیا حضور پیدا کرد. این تورنمنت با قهرمانی تیم ملی ایران پایان یافت.
او در فصل یازدهم با بازی‌های خوبی که برای استقلال تهران انجام داد، پس از چند سال توسط کارلوس کی روش به تیم ملی دعوت شد و در ادامه به سپاهان رفت و پس از آن برای گذراندن خدمت سربازی به تیم تراکتورسازی ملحق شد و هم‌اکنون او به پیکان تهران پیوسته‌است.

## آمار حرفه ای
| عملکرد                | عملکرد                | عملکرد                | لیگ      | لیگ      | جام      | جام      | قاره‌ای | قاره‌ای | مجموع | مجموع |
| فصل                   | باشگاه                | لیگ                   | بازی     | گل       | بازی     | گل       | بازی   | گل     | بازی  | گل    |
| ایران                 | ایران                 | ایران                 | لیگ برتر | لیگ برتر | جام حذفی | جام حذفی | آسیا   | آسیا   | مجموع | مجموع |
| --------------------- | --------------------- | --------------------- | -------- | -------- | -------- | -------- | ------ | ------ | ----- | ----- |
| ۲۰۰۵–۲۰۰۶             | استقلال خوزستان       | لیگ برتر              | ۱۳       | ۱        | ۰        | ۰        | _      | _      | ۱۳    | ۱     |
| ۲۰۰۶–۲۰۰۷             | استقلال خوزستان       | لیگ برتر              | ۲۳       | ۰        | ۰        | ۰        | _      | _      | ۲۳    | ۰     |
| ۲۰۰۷–۲۰۰۸             | استقلال خوزستان       | لیگ برتر              | ۳۴       | ۲        | ۰        | ۰        | _      | _      | ۳۴    | ۲     |
| مجموع استقلال خوزستان | مجموع استقلال خوزستان | مجموع استقلال خوزستان | ۷۰       | ۳        | ۰        | ۰        | _      | _      | ۷۰    | ۳     |
| ۲۰۰۸–۲۰۰۹             | مس کرمان              | لیگ برتر              | ۳۱       | ۰        | ۰        | ۰        | _      | _      | ۳۱    | ۰     |
| مجموع مس کرمان        | مجموع مس کرمان        | مجموع مس کرمان        | ۳۱       | ۰        | ۰        | ۰        | _      | _      | ۳۱    | ۰     |
| ۲۰۰۹–۲۰۱۰             | فولاد                 | لیگ برتر              | ۳۳       | ۰        | ۱        | ۰        | _      | _      | ۳۴    | ۰     |
| ۲۰۱۰–۲۰۱۱             | فولاد                 | لیگ برتر              | ۳۴       | ۱        | ۳        | ۰        | _      | _      | ۳۷    | ۱     |
| مجموع فولاد           | مجموع فولاد           | مجموع فولاد           | ۶۷       | ۱        | ۴        | ۰        | _      | _      | ۷۱    | ۱     |
| ۲۰۱۱–۲۰۱۲             | استقلال               | لیگ برتر              | ۲۶       | ۱        | ۳        | ۰        | ۳      | ۰      | ۳۲    | ۱     |
| ۲۰۱۲–۲۰۱۳             | استقلال               | لیگ برتر              | ۳۱       | ۰        | ۴        | ۰        | ۷      | ۰      | ۴۲    | ۰     |
| مجموع استقلال         | مجموع استقلال         | مجموع استقلال         | ۵۷       | ۱        | ۷        | ۰        | ۱۰     | ۰      | ۷۴    | ۱     |
| ۲۰۱۳–۲۰۱۴             | سپاهان                | لیگ برتر              | ۲۸       | ۱        | ۱        | ۰        | ۶      | ۰      | ۳۵    | ۱     |
| ۲۰۱۴–۲۰۱۵             | سپاهان                | لیگ برتر              | ۴        | ۰        | ۰        | ۰        | ۰      | ۰      | ۴     | ۰     |
| مجموع سپاهان          | مجموع سپاهان          | مجموع سپاهان          | ۳۲       | ۱        | ۱        | ۰        | ۶      | ۰      | ۳۹    | ۱     |
| ۲۰۱۵–۲۰۱۶             | تراکتور               | لیگ برتر              | ۱۶       | ۱        | ۰        | ۰        | ۱      | ۰      | ۱۷    | ۱     |
| مجموع تراکتور         | مجموع تراکتور         | مجموع تراکتور         | ۱۶       | ۱        | ۰        | ۰        | ۱      | ۰      | ۱۷    | ۱     |
| ۲۰۱۶–۲۰۱۷             | پیکان                 | لیگ برتر              | ۱۵       | ۱        | ۱        | ۰        | _      | _      | ۱۶    | ۱     |
| ۲۰۱۷–۲۰۱۸             | پیکان                 | لیگ برتر              | ۱۶       | ۰        | ۱        | ۰        | _      | _      | ۱۷    | ۰     |
| ۲۰۱۸–۲۰۱۹             | پیکان                 | لیگ برتر              | ۱۸       | ۰        | ۱        | ۰        | _      | _      | ۱۹    | ۰     |
| ۲۰۱۹–۲۰۲۰             | پیکان                 | لیگ برتر              | ۲۶       | ۰        | ۱        | ۰        | _      | _      | ۲۷    | ۰     |
| مجموع پیکان           | مجموع پیکان           | مجموع پیکان           | ۷۵       | ۱        | ۴        | ۰        | _      | _      | ۸۰    | ۱     |
| مجموع آمار            | مجموع آمار            | مجموع آمار            | ۳۴۸      | ۸        | ۱۶       | ۰        | ۱۷     | ۰      | ۳۸۱   | ۸     |

## ابطال کارت معافیت
در پی جریان جنجال کارت معافیت بازیکنان فوتبال کارت معافیت چند تن از بازیکنان مطرح ایران از جمله وی باطل شد. و به‌همین دلیل برای گذراندن دوران سربازی به تیم باشگاه فوتبال تراکتورسازی تبریز پیوست.